# کارل دانمان
کارل دانمان (انگلیسی: Karl Dannemann؛ ۲۲ مارس ۱۸۹۶ – ۴ مهٔ ۱۹۴۵) یک هنرپیشه اهل آلمان بود. 
از فیلم‌ها یا برنامه‌های تلویزیونی که وی در آن نقش داشته است می‌توان به رامبرانت اشاره کرد.